# Moka Kamishiraishi
Moka Kamishiraishi (上白石萌歌, Kamishiraishi Moka), née le 28 février 2000 à Kagoshima (Japon), est une actrice japonaise.

## Filmographie sélective

### Cinéma
- 2018 : Miraï, ma petite sœur (未来のミライ, Mirai no Mirai?) de Mamoru Hosoda
- 2017 : Pokémon, le film : Les Secrets de la jungle (劇場版ポケットモンスターココ, Gekijō-ban Pokettomonsutā Koko?) de Satoshi Tajiri